# نيكو لازاريديس
نيكو لازاريديس (بالألمانية: Nico Lazaridis)‏ هو لاعب كرة قدم ألماني في مركز الوسط، ولد في 16 أكتوبر 1962. لعب مع تنس بوروسيا برلين.

## وصلات خارجية
- نيكو لازاريديس على موقع بيانات كرة القدم. دي إي (الألمانية)